# Garmisch-Partenkirchen
Garmisch-Partenkirchen je trško naselje s 27.000 prebivalci (2020) na Bavarskem na jugu Nemčije ob vznožju najvišjega dela Bavarskih Alp z najvišjim vrhom Nemčije, skoraj 3000 m visokim Zugspitze. Je administrativno središče okrožja GAP, nedaleč od avstrijske meje in znano zimskošportno središče. 
Kraj je priljubljen za ljubitelje smučanja, deskanja in pohodništva.

## Šport
Leta 1936 so bile tu organizirane zimske olimpijske igre. Na prvi dan v novem letu se v Garmischu tradicionalno organizira tekma skakalcev v smučarskih skokih, v sklopu Novoletne turneje. 
Prav tako je Garmisch-Partenkirchen prizorišče smuka v alpskem smučanju, na znameniti progi Kandahar. Leta 1978 je bilo tu tudi svetovno prvenstvo v alpskem smučanju, ponovno pa  so ga izvedli leta 2011. Takrat je Tina Maze postala svetovna prvakinja v veleslalomu.

## Znani prebivalci
- Richard Strauss, skladatelj
- Maria Riesch, alpska smučarka
- Susanne Riesch, alpska smučarka
- Felix Neureuther, alpski smučar